# لانتانا جزيرية
لانتانا جزيرية (الاسم العلمي: Lantana insularis) هي نوع نباتي يتبع جنس اللانتانا من فصيلة اللويزية.